# کرائی
کرائی، روستایی از توابع شهرستان کازرون در استان فارس ایران است.مردم این روستا از طایفه کرائی هستند. 

## جمعیت
این روستا در دهستان بلیان قرار دارد و براساس سرشماری مرکز آمار ایران در سال ۱۳۸۵، جمعیت آن ۱۷۴ نفر (۳۱خانوار) بوده‌است.